# Anna Sophia von Pfalz-Zweibrücken-Birkenfeld

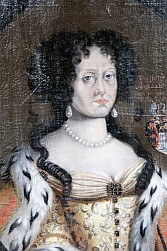
Anna Sophia von der Pfalz, Fürstäbtissin von Quedlinburg

Pfalzgräfin Anna Sophia von Zweibrücken-Birkenfeld (* 2. April 1619 in Birkenfeld; † 1. September 1680 in Quedlinburg) war als Anna Sophia I. Äbtissin des reichsunmittelbaren und freiweltlichen Stifts Quedlinburg.

## Leben
Anna Sophia war eine Tochter des Pfalzgrafen und Herzogs Georg Wilhelm von Zweibrücken-Birkenfeld (1591–1669) aus dessen erster Ehe mit Gräfin Dorothea von Solms-Sonnenwalde (1586–1625).
Am 15. Juli 1645 wurde sie als Anna Sophia I. feierlich als Äbtissin von Quedlinburg eingeführt. In ihre Regentschaft fiel das Ende des Dreißigjährigen Krieges, zu dessen Ende sie noch erhebliche Kontributionszahlungen zu entrichten hatte. Für die Schonung des Stifts und der Stadt verwendete sie sich persönlich bei einem Besuch im Hauptquartier des Generals der schwedischen Truppen in Deutschland Pfalzgraf Karl X. Gustav.
Die nach dem Krieg darniederliegende Wirtschaft und Finanzlage des Stifts konnte die als geistvoll und ehrgeizig beschriebene Äbtissin wieder konsolidieren, wobei sie auch auf Geldschenkungen des Magistrats der Stadt Quedlinburg zurückgriff. Später lag sie häufig im Widerspruch mit dem Rat der Stadt, aber auch dem Schutzherren des Stifts Johann Georg II. von Sachsen, ohne dessen Wissen 1677 Anna Sophia von Hessen-Darmstadt zur Koadjutorin des Stifts gewählt worden war. Diese wurde nach dem Tod Anna Sophias I. 1680 auch deren Nachfolgerin als Fürstäbtissin.